# E3 Saxo Bank Classic 2022
Das Straßenradrennen E3 Saxo Bank Classic 2022 war die 65. Austragung des belgischen Eintagsrennens. Das Rennen fand am 25. März statt und war Teil der UCI WorldTour 2022.

## Teilnehmende Mannschaften und Fahrer
Neben den 18 UCI WorldTeams starteten auch 7 UCI ProTeams bei dem Rennen. Für jedes Team waren sieben Fahrer startberechtigt. Pascal Ackermann (UAE Team Emirates) und Mikkel Frølich Honoré (Quick-Step Alpha Vinyl) gingen nach Stürzen bei dem Klassiker Brügge-De Panne nicht an den Start. Von den 173 gestarteten Fahrern erreichten 111 das Ziel.
Neben dem Titelverteidiger Kasper Asgreen (Quick-Step Alpha Vinyl) standen mit Zdeněk Štybar (Quick-Step Alpha Vinyl), Niki Terpstra (TotalEnergies), Greg Van Avermaet (AG2R Citroën Team), Peter Sagan (TotalEnergies) fünf ehemalige Sieger des Rennens am Start.
Als Top-Favorit galt das Jumbo-Visma-Team mit Wout van Aert, Christophe Laporte, Tiesj Benoot und Mike Teunissen. Dazu kamen mit Kasper Asgreen (Quick-Step Alpha Vinyl), Greg Van Avermaet, Oliver Naesen (beide AG2R Citroën Team), Mads Pedersen und Jasper Stuyven (beide Trek-Segafredo), Peter Sagan, Anthony Turgis (TotalEnergies), Sep Vanmarcke (Israel-Premier Tech), Søren Kragh Andersen (Team DSM), Stefan Küng (Groupama-FDJ), Jhonatan Narváez, Dylan Van Baarle (beide Ineos Grenadiers), Matej Mohorič (Bahrain Victorious), Victor Campenaerts (Lotto Soudal), Nils Politt (Bora-Hansgrohe), Gianni Moscon (Astana Qazaqstan Team), Iván García Cortina (Movistar Team) und Rasmus Tiller (Uno-X Pro Cycling Team) weitere Klassiker-Spezialisten.
| UCI WorldTeams | UCI WorldTeams        | UCI WorldTeams | UCI WorldTeams                    | UCI WorldTeams | UCI WorldTeams          | UCI ProTeams | UCI ProTeams              |
| -------------- | --------------------- | -------------- | --------------------------------- | -------------- | ----------------------- | ------------ | ------------------------- |
| ACT            | AG2R Citroën Team     | IGD            | Ineos Grenadiers                  | BEX            | Team BikeExchange-Jayco | AFC          | Alpecin-Fenix             |
| AST            | Astana Qazaqstan Team | IWG            | Intermaché-Wanty-Gobert Matériaux | DSM            | Team DSM                | BBK          | B&B Hotels p/b KTM        |
| TBV            | Bahrain Victorious    | IPT            | Israel-Premier Tech               | TFS            | Trek-Segafredo          | BCF          | Bardiani CSF Faizanè      |
| BOH            | Bora-Hansgrohe        | TJV            | Jumbo-Visma                       | UAD            | UAE Team Emirates       | BWB          | Bingoal Pauwels Sauces WB |
| COF            | Cofidis               | LTS            | Lotto Soudal                      |                |                         | SVB          | Sport Vlaanderen-Baloise  |
| EFE            | EF Education-EasyPost | MOV            | Movistar Team                     |                |                         | TEN          | TotalEnergies             |
| GFC            | Groupama-FDJ          | QST            | Quick-Step Alpha Vinyl Team       |                |                         | UXT          | Uno-X Pro Cycling Team    |

## Streckenführung
Die Strecke führte über 203,9 km mit Start und Ziel in Harelbeke. Nach dem Start ging es über Waregem, Oudenaarde und Zottegem nach Osten ehe die Fahrer Richtung Süden nach Geraardsbergen fuhren. Diese ersten rund 70 Kilometer waren vorwiegend flach. Neben den vier Kopfsteinpflaster-Abschnitten Beaucarnestraat, Holleweg, Paddestraat und Lippenhovestraat wurde nur ein kurzer Anstieg, der Katteberg, überquert. Von Geraardsbergen führte die Strecke anschließend nach Westen in die flämischen Ardennen. Beginnend mit dem Kilometer 88 folgten nun mehrere Schleifen mit unterschiedlichen Anstiegen. Mit dem Paterberg und dem Oude Kwaremont (42,4 bzw. 39,6 Kilometer vor dem Ziel) begann die finale Phase des Rennens. Anschließend musste noch die weniger bekannte Karnemelkbeekstraat beklommen werden, ehe die Kopfsteinpflaster-Passage des Varent und der anschließende Tiegemberg (20 Kilometer vor dem Ziel) die letzten Schwierigkeiten darstellten.
Insgesamt mussten 17 Hellingen (kurze Anstiege in Flandern) und 6 Kasseien (Kopfsteinpflaster-Passagen) passiert werden.
|                     | Km    | Länge (m) | Steigung              | Kopfsteinpflaster | Anstieg |
| ------------------- | ----- | --------- | --------------------- | ----------------- | ------- |
| Beaucarnestraat     | 26,9  | 1200      |                       | ●                 |         |
| Katteberg           | 27,1  | 750       | ⌀ 6 %, max. 11 %      | ●                 | ●       |
| Holleweg            | 29    | 1500      |                       | ●                 |         |
| Paddestraat         | 40,4  | 2300      |                       | ●                 |         |
| Lippenhovestraat    | 43,1  | 1200      |                       | ●                 |         |
| La Hoppe            | 85,9  | 1880      | ⌀ 4,8 %, max. 10 %    |                   | ●       |
| Kanarienberg        | 92,1  | 1050      | ⌀ 7,7 %, max. 14 %    |                   | ●       |
| Oude Kruisberg      | 100   | 800       | ⌀ 4,8 %, max. 9 %     |                   | ●       |
| Knokteberg          | 107,8 | 1260      | ⌀ 7 %, max. 13 %      |                   | ●       |
| Hotondberg          | 111,7 | 1200      | ⌀ 4 %, max. 8 %       |                   | ●       |
| Kortekeer           | 118,8 | 1000      | ⌀ 6,4 %, max. 17 %    |                   | ●       |
| Taaienberg          | 123,5 | 700       | ⌀ 6,3 %, max. 16 %    | ●                 | ●       |
| Berg ten Stene      | 131,5 | 1300      | ⌀ 5,2 %, max. 9 %     |                   | ●       |
| Boigneberg          | 136,7 | 1000      | ⌀ 5,2 %, max. 12,3 %  |                   | ●       |
| Eikenberg           | 141,1 | 1250      | ⌀ 6,2 %, max. 10 %    |                   | ●       |
| Stationsberg        | 146,5 | 700       | ⌀ 3,2 %, max. 10 %    | ●                 | ●       |
| Mariaborrestraat    | 147,3 | 1300      |                       | ●                 |         |
| Kapelleberg         | 157,4 | 750       | ⌀ 7,1 %, max. 14 %    |                   | ●       |
| Paterberg           | 161,5 | 400       | ⌀ 12,9 %, max. 20,3 % | ●                 | ●       |
| Oude Kwaremont      | 164,3 | 2200      | ⌀ 4 %, max. 11,6 %    | ●                 | ●       |
| Karnemelkbeekstraat | 172,1 | 1530      | ⌀ 4,9 %, max. 18 %    |                   | ●       |
| Varent              | 179,7 | 2000      |                       | ●                 |         |
| Tiegemberg          | 183,9 | 750       | ⌀ 5,6 %, max. 9 %     |                   | ●       |
| Ziel                | 203,9 |           |                       |                   |         |

## Rennverlauf und Rennergebnis
Nach dem Start dauerte es mehr als 50 Kilometer, bis sich eine Fluchtgruppe vom Peloton absetzen konnte. Kurz darauf musste die Fluchtgruppe jedoch bei einem Bahnübergang anhalten und das Rennen wurde mit dem geschlossenen Fahrerfeld neu gestartet.
140 Kilometer vor dem Ziel setzte sich erneut eine Ausreißergruppe ab. Mit dabei waren: Brent van Moer (Lotto Soudal), Jelle Wallays (Cofidis), Daniel Oss (TotalEnergies), Mathijs Paasschens (Bingoal Pauwels Sauces WB), Lasse Norman Hansen (Uno-X Pro Cycling Team), Ryan Mullen und Lukas Pöstlberger (beide Bora-Hansgrohe). Die Gruppe konnte jedoch nur einen maximalen Vorsprung von rund zwei Minuten herausfahren. Im Peloton kam es immer wieder zu Stürzen. Unter anderen waren auch Iván García Cortina (Movistar Team) und Tosh van der Sande (Jumbo-Visma) betroffen, der das Rennen mit einem Ellenbogenbruch aufgeben musste. Victor Campenaerts (Lotto Soudal) fiel 89 Kilometer vor dem Ziel aufgrund eines technischen Defekts zurück.
Der Belgier konnte jedoch nicht mehr zu dem Feld aufschließen, da Wout van Aert (Jumbo-Visma) 80 Kilometer vor dem Ziel auf dem Taaienberg angriff. Neben seinen beiden Teamkollegen Tiesj Benoot und Christophe Laporte, konnten nur Kasper Asgreen (Quick-Step Alpha Vinyl), Jasper Stuyven (Trek-Segafredo), Stefan Küng (Groupama-FDJ) und Matej Mohorič (Bahrain Victorious) dem belgischen Meister folgen. Fünf Kilometer später holten die sieben Fahrer die Fluchtgruppe ein und setzten sich an die Spitze des Rennens. Dahinter versuchten die Ineos Grenadiers, die mittlerweile 30 Sekunden große Lücke zu schließen.
Im Anstieg des Eikenberg (62 Kilometer vor dem Ziel) griff Jhonatan Narváez (Ineos Grenadiers) an und schaffte es gemeinsam mit 10 Fahrern, wieder zur Spitzengruppe aufzuschließen, die somit aus 18 Fahrern bestand.
Rund 42 Kilometer vor dem Ziel verschärfte Wout van Aert auf dem Paterberg das Tempo erneut und setzte sich mit seinem Teamkollegen Christophe Laporte vom Rest der Spitzengruppe ab. Die beiden wechselten sich in der Führungsarbeit ab und erreichten den Oude Kwaremont mit einem Vorsprung von rund 30 Sekunden. Im Anstieg des Oude Kwaremont zerfiel die Verfolgergruppe. Mit Matej Mohorič, Kasper Asgreen, Jhonatan Narváez, Dylan van Baarle (beide Ineos Grenadiers), Stefan Küng, Valentin Madouas (beide Groupama-FDJ), Biniam Girmay (Intermarché-Wanty-Gobert Matériaux) und Tiesj Benoot (Jumbo-Visma) verblieben noch acht Fahrer.
Auf den folgenden Kilometern konnten die beiden Spitzenreiter ihren Vorsprung auf über eine Minute vergrößern. Auch der Varent und Tiegemberg brachten keine Veränderung der Rennsituation. Wout van Aert überquerte die Ziellinie Arm in Arm mit seinem Teamkollegen und gewann nach dem Omloop Het Nieuwsblad seinen zweiten belgischen Klassiker im Jahr 2022. Mit einem Angriff auf den letzten Metern sicherte sich Stefan Küng Rang 3 mit rund eineinhalb Minuten Rückstand.
| Platz | Fahrer             | Nation | Team                               | Zeit                   |
| ----- | ------------------ | ------ | ---------------------------------- | ---------------------- |
| 01.   | Wout van Aert      | BEL    | Jumbo-Visma                        | 4:36:19 h (44,27 km/h) |
| 02.   | Christophe Laporte | FRA    | Jumbo-Visma                        | "                      |
| 03.   | Stefan Küng        | SUI    | Groupama-FDJ                       | + 1:35 min             |
| 04.   | Biniam Girmay      | ERI    | Intermarché-Wanty-Gobert Matériaux | "                      |
| 05.   | Matej Mohorič      | SLO    | Bahrain Victorious                 | "                      |
| 06.   | Valentin Madouas   | FRA    | Groupama-FDJ                       | "                      |
| 07.   | Jhonatan Narváez   | ECU    | Ineos Grenadiers                   | "                      |
| 08.   | Tiesj Benoot       | BEL    | Jumbo-Visma                        | "                      |
| 09.   | Dylan van Baarle   | NED    | Ineos Grenadiers                   | "                      |
| 10.   | Kasper Asgreen     | DEN    | Quick-Step Alpha Vinyl             | "                      |